# Ingersoll Publications
Ne doit pas être confondu avec 21st Century Fox.
Ingersoll Publications devenue 21st Century Media par son regroupement avec la Journal Register Company, était une société de médias américaine,.

## Histoire
Fondée en 1959 par Ralph Ingersoll, puis reprise par son fils Ralph M. Ingersoll Jr. en 1982, l'entreprise exploitait plus de 350 produits multiplateformes dans 992 communautés.
En 2005, elle achète 21st Century Newspapers et devient alors  propriétaire de plusieurs quotidiens dans le Grand Detroit (Michigan). Deux ans plus tard, elle acquiert le site Web JobsInTheUS.com et devient un actionnaire majeur de la société de conseil PowerOne Media. Cette même année, la société déménage son siège social de Trenton (New Jersey) à Yardley en Pennsylvanie.
Elle conclut en 2007 la vente de ses anciens journaux du Massachusetts et du Rhode Island respectivement à GateHouse Media et RISN Operations (en).
Au début de 2008, la Bourse de New York annonce qu'elle prévoit de suspendre la négociation de ses actions ordinaires. Le titre avait été inférieur à 1,05 $ pendant 30 jours consécutifs, tombant à un moment donné à 16 cents, ce qui était le plus bas niveau historique à ce moment-là. L'action est radiée le 16 avril.
La société dépose son bilan le 21 février 2009 en vertu du chapitre 11 auprès du tribunal américain des faillites, situé à Manhattan. Elle sort de la faillite le 12 août 2009 et, le 17 mars 2010 nomme un conseil consultatif composé de Jeff Jarvis, Jay Rosen et Emily Bell, la directrice du Tow Center for Digital Journalism (en) de l'université Columbia.
Le 11 mars 2010, la société nomme Bill Higginson, ancien vice-président principal de Journal Register, au poste de président et directeur de l'exploitation. Le 4 mars 2010, elle nomme Jeff Bairstow au poste de directeur financier. Bairstow avait rejoint Journal Register après avoir travaillé pour Synarc Inc., l'un des principaux fournisseurs de services d'analyse d'imagerie médicale, de recrutement de sujets et de marqueurs biochimiques, mais, le 5 septembre 2012, Digital First Media confirme que le groupe a de nouveau déposé une demande de mise en faillite.
Le 5 avril 2013, les actifs de la Journal Register Company et de ses sociétés affiliées ont été vendus à 21st CMH Acquisition Co. La Journal Register Company prend alors le nom de 21st Century Media. En 2013, MediaNews Group et 21st Century Media fusionnent pour former Digital First Media (en) qui appartient à Alden Global Capital (en).
La société était dirigée par John Paton qui progressivement l'a fait évoluer vers le numérique plus que vers l'imprimé.

## Propriétés
La société possédait des journaux quotidiens et hebdomadaires, d'autres propriétés de presse écrite et des sites Web locaux affiliés à des journaux dans les États américains du Connecticut, du Michigan, de New York, de l'Ohio, de la Pennsylvanie et du New Jersey. Elle exploitait également trois imprimeries commerciales.
Son quotidien phare était le New Haven Register. Ses dix plus grands quotidiens (diffusion quotidienne approximative de plus de 20 000 exemlaires) étaient :
- New Haven Register (en) de New Haven (Connecticut) (76 664)
- The Oakland Press (en) de Pontiac (Michigan) (63 174)
- Delaware County Daily and Sunday Times (en) de Upper Darby Township (43 520)
- The Macomb Daily (en) de Mount Clemens (Michigan) (42 045)
- The Trentonian (en) de Trenton (New Jersey) (dimanche : 26 500)
- The News-Herald (Ohio) (en) de Willoughby (Ohio) (39 453)
- The Daily Local News (en) de West Chester (Pennsylvanie) (27 087)
- The Morning Journal (en) de Lorain (Ohio) (26 777)
- The Mercury (Pennsylvania) (en) de Pottstown (Pennsylvanie) (21 080)
- Daily Freeman (en) de Kingston (New York) (18 492)